# Lies (canción de T-ara)
«Lies» (del coreano:  거짓말, Geojitmal) es el primer sencillo del grupo surcoreano de pop T-ara, lanzado el 27 de julio de 2009 y que más tarde fue incluida en su álbum debut Absolute First Album.

## Historia
Aunque las miembros de T-ara habían participado anteriormente en dos canciones a principios de año, Lies fue el único sencillo oficial difundido por el grupo. Fue lanzado el 27 de julio de 2009 después de varios retrasos y cambios de imagen causados por la salida de Jiae y Jiwon del grupo. La canción alcanzó un éxito moderado en listas de diferentes estilos de música. Aunque nunca llegó a la posición número 1, se las arregló para mantener su alta posición en las listas de éxitos hasta septiembre de 2009, cuando el grupo lanzó su siguiente sencillo TTL (Time to Love), con la colaboración de Supernova.

## Lista de canciones
| N.º | Título                       | Duración |  |
| 1.  | «Geojitmal (Parte 1)»        | 3:48     |  |
| 2.  | «Geojitmal (Parte 2)»        | 03:44    |  |
| 3.  | «Norabollae?» (Wanna Play?)  | 02:55    |  |
| 4.  | «Geojitmal (Versión balada)» | 02:55    |  |